# Mahikeng
Mahikeng (til 1980 Mafeking) er hovedstaden i Nordvestprovinsen i Sydafrika og har omkring 50.000 indbyggere. Byen ligger i 1500 meters højde på bredderne af Molopofloden syd for grænsen til Botswana. Mahikeng blev grundlagt i 1880'erne af britiske lejesoldater.
Mahikeng var hovedstad i protektoratet Bechuanaland fra 1894 til 1965 selv om den lå uden for protektoratet.
Byen er kendt for Slaget ved Mafeking under den anden boerkrig, hvor de britiske styrker var belejret i 217 dage, fra oktober 1899 til maj 1900. Slaget gjorde stifteren af spejderbevægelsen Robert Baden-Powell til nationalhelt.
Det var under belejringen af Maheking, at Baden-Powell oplevede det, der  skulle blive grundstenen i Spejderbevægelsen: når man giver børn og unge et ansvar, vil de gøre en stor indsats for at leve op til det. Det adskiller spejderbevægelsen fra andre fritidstilbud.